# José Sagredo
José Manuel Sagredo Chávez (ur. 10 marca 1994 w Santa Cruz) – boliwijski piłkarz występujący na pozycji środkowego lub lewego obrońcy, reprezentant Boliwii, od 2022 roku zawodnik Bolívaru.
Jego brat bliźniak Jesús Sagredo również jest piłkarzem.